# Het mannetje dat jong gegloeid werd
Het mannetje dat jong gegloeid werd of Het mannetje dat verjongd werd in het vuur is een sprookje uit Kinder- und Hausmärchen met volgnummer KHM130, opgetekend door de gebroeders Grimm. De oorspronkelijke naam is Das junggeglühte Männlein.

## Het verhaal
Onze Lieve Heer neemt samen met Sint Petrus intrek in een herberg. Er komt een bedelaar en Petrus krijgt medelijden. Petrus vraagt de Heer of hij de bedelaar niet kan genezen van zijn ziekte, zodat hij zijn eigen geld kan verdienen. De Heer vraagt de smid of hij de smidshaard met kolen mag gebruiken. Petrus bedient de blaasbalg en het oude mannetje wordt in de haard geschoven. Hij gloeit als een rozenstruik en looft God met luide stem. Ze doen het gloeiende mannetje in een blusbak en hij komt eruit als een twintigjarige. De smid nodigt hen uit en hij heeft een halfblinde, gebochelde schoonmoeder.
De schoonmoeder vraagt de jongeman of het erg was in het vuur, maar de jongen zegt dat het juist erg prettig was. Het voelde aan als koele dauw. De volgende dag vraagt de smid aan de oude vrouw of zij achttien zou willen zijn. Hij maakt het vuur aan en duwt de vrouw erin, maar ze schreeuwt en al haar kleren verbranden. De zwangere vrouw van de smid en de zwangere schoondochter komen aangerend en zien de oude vrouw verschrompeld in de bak met water. Haar gezicht is misvormd en andere vrouwen schrikken zo erg dat ze dezelfde nacht nog bevallen van twee jongens. De jongens zien er niet uit als mensen, maar als apen. De jongens lopen het bos in en de apen stammen van hen af.

## Achtergronden bij het sprookje
- Het sprookje is naar Ursprung der Affen (1562) van Hans Sachs.
- Het verhaal is bekend in de volksoverlevering van heel Europa.
- In Het ezeltje (KHM144) bevalt een vrouw van een ezel
- In Hans-mijn-egel (KHM108) bevalt een vrouw van een egel.
- De smid laat in sprookjes zijn spullen gebruiken door God, maar laat zich ook gebruiken door de duivel.
- Er zijn veel sprookjes met de Heer en Sint Petrus, zoals Speelhans (KHM82).
- De gebroeders Grimm verwezen naar Griekse mythe over Medea.
- In de versie van Hans Sachs wordt afgesloten met een moraal; zwangere vrouwen moeten voorzichtig zijn en een vak moet men leren.